# Jan Parys

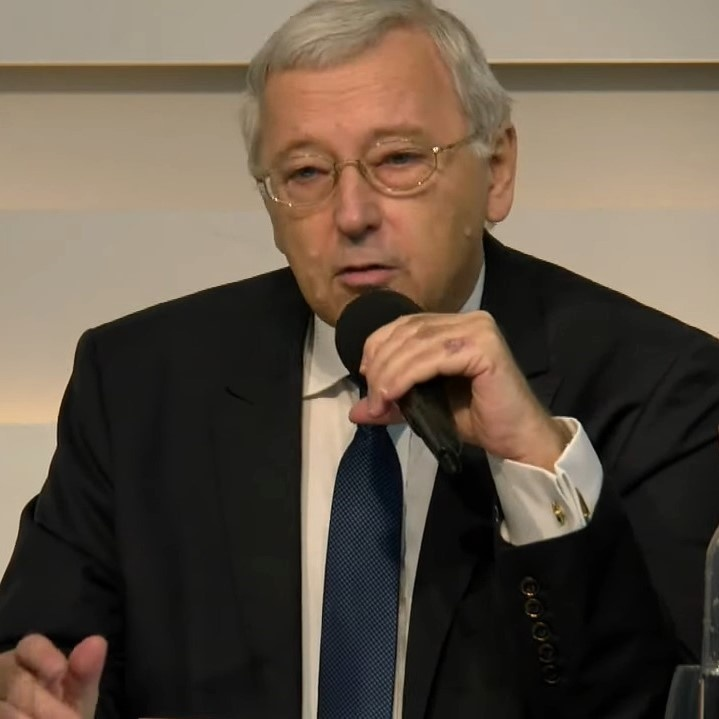
Jan Parys (2019)

Jan Stanisław Parys (* 23. Dezember 1950 in Warschau) ist ein polnischer Politiker, Soziologe, Publizist, ehemaliger Verteidigungsminister in der Regierung von Jan Olszewski und ehemaliger Vizevorsitzender der Stiftung Polnisch-Deutsche Aussöhnung.

## Werdegang
Er studierte Philosophie an der Warschauer Universität. 1973 beendete der ein Soziologie-Studium an der gleichen Universität und erlangte den Titel Doktor der Geisteswissenschaften im Bereich Soziologie. Er befasste sich mit den Ländern der Dritten Welt und gab mit dem Dominikaner-Pater Joseph Maria Bocheński das Buch „Zwischen Logik und Glauben“ heraus, das auf in Fribourg (Schweiz) 1986 geführten Gesprächen basiert. 1989 nahm er die Arbeit im Zentralen Planungsamt (Centralny Urzad Planowania) als Direktor des Kabinetts des Amtsleiters auf. Dort wurde er später zum Generaldirektor befördert, wobei er für die Politik der Verteidigungswirtschaft verantwortlich zeichnete.

## Verteidigungsminister
Im Dezember 1991 wurde er auf Empfehlung der Partei Porozumienie Centrum zum Verteidigungsminister in der Regierung von Jan Olszewski ernannt. Er war für die Annäherung Polens an die NATO-Strukturen verantwortlich sowie für den schnellstmöglichen Abzug russischer Streitkräfte aus Polen und für die Verifizierung von Kadern der Polnischen Armee bezüglich ihrer Unterstützung einer NATO-Integration. Dabei geriet er mit Staatspräsident Lech Wałęsa in Konflikt, welcher persönlich die Kontrolle über die Streitkräfte behalten wollte.
Eine der ersten Personalentscheidungen von Parys als Verteidigungsminister war die Beurlaubung seines Vorgängers, Piotr Kołodziejczyk, was er nicht mit dem Staatspräsidenten konsultiert hatte. Wałęsa hatte Kołodziejczyk zum Generalinspektor für die Streitkräfte berufen wollen (diese Stelle wurde im Endeffekt nie geschaffen). Am 6. April 1992 verlas Parys auf einem Treffen mit Offizieren des Generalstabs eine Erklärung, in der er über nicht mit ihm konsultierte Treffen von Armeeoffizieren mit Politikern sprach. Angeblich hatte man den Offizieren für die Unterstützung politischer Aktivitäten hohe Stellen versprochen. Parys griff mit seinen Worten den Präsidenten sowie die Minister der Präsidentenkanzlei Mieczysław Wachowski und Jerzy Milewski an. Daraufhin berief der Sejm eine Untersuchungskommission ein, die von Aleksander Bentkowski (PSL) geführt wurde und Parys’ Behauptungen als haltlos darstellte. Am 23. Mai 1992 erfolgte die Abberufung von Minister Parys.

## „Bewegung der III. Republik“
Ebenfalls im Mai 1992 bildete sich das Komitee zur Verteidigung von Parys (Komitet Obrony Parysa), das sich anschließend in die „Bewegung der III. Republik“ (Ruch Trzeciej Rzeczypospolitej, RTR) umformte und von Parys geführt wurde. 1995 trat die RTR der von Jan Olszewski gegründeten Partei Ruch Odbudowy Polski bei, welche sich 1997 kurz vor den Parlamentswahlen der Wahlaktion Solidarität (Akcja Wyborcza Solidarność) anschloss. Parys kandidierte erfolglos auf der Liste der ROP. 1998 wurde er als AWS-Mitglied Abgeordneter des Sejmiks von Woiwodschaft Masowien.

## Deutsch-Polnische Stiftung
1999–2003 war er als Vizevorsitzender in der Stiftung Polnisch-Deutsche Aussöhnung tätig, die er verlassen musste, weil er sich mit Stiftungsgeldern eine Prämie von 130.000 Złoty bewilligt hatte. Die einstige Stiftungsleitung (dazu gehörten noch der Vorsitzende von 1998 bis 2000 Jacek Turczyński sowie die Vorstandsmitglieder Jan Parys, Jacek Pająk und Andrzej Tłomacki) hatte sich mit Prämien in einer Gesamthöhe von 400.000 Złoty bedient. Ein Gericht verurteilte Parys 2007 zur Rückzahlung der Prämie. Im November 2008 wurden Parys, Pająk und Turczyński zu anderthalb Jahren Freiheitsentzug auf Bewährung sowie 4000 bis 10.000 Złoty Geldstrafe verurteilt. Sie legten dagegen Berufung ein.

## Büroleiter im Außenministerium
2016 äußerte Parys sich kritisch über die litauische Regierung und stellte die NATO-Beistandspflicht für dieses Land infrage.